# Nuoto ai XIX Giochi del Mediterraneo - 400 metri stile libero femminili
La gara dei 400 metri stile libero femminili ai XIX Giochi del Mediterraneo si è svolta il 5 luglio 2022. Al mattino si sono svolte le batterie, mentre la finale si è disputata nel pomeriggio.

## Podio
| Pos. | Atleta              | Nazione  |
| ---- | ------------------- | -------- |
|      | Deniz Ertan         | Turchia  |
|      | Katja Fain          | Slovenia |
|      | Antonietta Cesarano | Italia   |

## Record
Prima della manifestazione il record del mondo (RM) e il record dei Giochi del Mediterraneo (RG) erano i seguenti.
|  | 3'56"40 | Ariarne Titmus      | 22 maggio 2022 Adelaide |
|  | 4'00"41 | Federica Pellegrini | 27 giugno 2009 Pescara  |

Durante la competizione non sono stati migliorati record.

## Risultati

### Batterie
| Pos. | Batteria | Corsia | Atleta                   | Nazionalità | Tempo       | Note |
| ---- | -------- | ------ | ------------------------ | ----------- | ----------- | ---- |
| 1    | 2        | 4      | Deniz Ertan              | Turchia     | 4'11"39     | Q    |
| 2    | 2        | 3      | Martina Rita Caramignoli | Italia      | 4'14"50     | Q    |
| 3    | 2        | 5      | Antonietta Cesarano      | Italia      | 4'14"82     | Q    |
| 4    | 1        | 5      | Katja Fain               | Slovenia    | 4'15"08     | Q    |
| 5    | 1        | 4      | Beril Böcekler           | Turchia     | 4'15"84     | Q    |
| 6    | 1        | 3      | Tamila Holub             | Portogallo  | 4'16"57     | Q    |
| 7    | 2        | 2      | Francisca Martins        | Portogallo  | 4'21"04     | Q    |
| 8    | 2        | 6      | Paula Juste              | Spagna      | 4'21"09     | Q    |
| 9    | 1        | 7      | Chrysoula Mitsakou       | Grecia      | 4'22"11     |      |
| 10   | 1        | 2      | Daša Tušek               | Slovenia    | 4'22"60     |      |
| 11   | 2        | 7      | Camille Tissandié        | Francia     | 4'25"20     |      |
| 12   | 2        | 1      | Xanthi Mitsakou          | Grecia      | 4'31"62     |      |
| 13   | 1        | 1      | Lilia Sihem Midouni      | Algeria     | 4'43"40     |      |
| 14   | 2        | 8      | Sara Dande               | Albania     | 4'47"68     |      |
| DNS  | 1        | 6      | Ainhoa Campabadal        | Spagna      | Non partita |      |

### Finale
| Pos. | Corsia | Atleta                   | Nazionalità | Tempo   | Note |
| ---- | ------ | ------------------------ | ----------- | ------- | ---- |
|      | 4      | Deniz Ertan              | Turchia     | 4'08"04 |      |
|      | 6      | Katja Fain               | Slovenia    | 4'09"07 |      |
|      | 3      | Antonietta Cesarano      | Italia      | 4'10"13 |      |
| 4    | 5      | Martina Rita Caramignoli | Italia      | 4'12"08 |      |
| 5    | 7      | Tamila Holub             | Portogallo  | 4'14"25 |      |
| 6    | 2      | Beril Böcekler           | Turchia     | 4'17"92 |      |
| 7    | 8      | Paula Juste              | Spagna      | 4'20"10 |      |
| 8    | 1      | Francisca Martins        | Portogallo  | 4'24"14 |      |